# Syscenus karu
Syscenus karu är en kräftdjursart som beskrevs av Bruce 2005A. Syscenus karu ingår i släktet Syscenus och familjen Aegidae. Inga underarter finns listade i Catalogue of Life.